# Saison 2024-2025 des Bucks de Milwaukee
La saison 2024-2025 des Bucks de Milwaukee est la 57e saison de la franchise en NBA.
Le 5 avril, les Bucks se qualifient pour les playoffs après leur victoire contre le Heat de Miami (121-115 (OT)). 
Le 29 avril, ils sont éliminés par les Pacers de l'Indiana au premier tour des playoffs (1-4). 

## Draft
| Tour | Choix | Joueur      | Poste | Nationalité | Provenance                     |
| ---- | ----- | ----------- | ----- | ----------- | ------------------------------ |
| 1    | 23    | AJ Johnson  | SG    | États-Unis  | Illawarra Hawks (Australie)    |
| 2    | 33    | Tyler Smith | SF/PF | États-Unis  | NBA G League Ignite (G League) |

## Matchs

### Summer League
| Summer League Total: 0-5 |

| Match | Date match | Équipe        | Score    | Meilleur marqueur           | Meilleur rebondeur        | Meilleur passeur     | Lieux Spectateurs      | Série |
| ----- | ---------- | ------------- | -------- | --------------------------- | ------------------------- | -------------------- | ---------------------- | ----- |
| 1     | 13 juillet | Chicago       | D 89-96  | MarJon Beauchamp (22)       | Ibou Badji (9)            | MarJon Beauchamp (5) | Cox Pavilion 0         | 0 - 1 |
| 2     | 14 juillet | Cleveland     | D 81-112 | MarJon Beauchamp (19)       | MarJon Beauchamp (11)     | Ryan Rollins (5)     | Cox Pavilion 0         | 0 - 2 |
| 3     | 16 juillet | L.A. Clippers | D 97-112 | Ryan Rollins (24)           | Chris Livingston (12)     | MarJon Beauchamp (6) | Cox Pavilion 0         | 0 - 3 |
| 4     | 19 juillet | Phoenix       | D 90-115 | Chris Livingston (20)       | Beauchamp, Livingston (8) | Besson, Johnson (4)  | Thomas & Mack Center 0 | 0 - 4 |
| 5     | 20 juillet | Washington    | D 79-91  | Livingston, Washington (13) | Tyler Smith (11)          | Hugo Besson (4)      | Cox Pavilion 0         | 0 - 5 |

### Pré-saison
| Pré-saison Total: 1-3 (Domicile : 1-1; Extérieur : 0-2) |

| Match | Date match | Équipe      | Score     | Meilleur marqueur          | Meilleur rebondeur         | Meilleur passeur   | Lieux Spectateurs               | Série |
| ----- | ---------- | ----------- | --------- | -------------------------- | -------------------------- | ------------------ | ------------------------------- | ----- |
| 1     | 6 octobre  | @ Détroit   | D 87-120  | Bobby Portis (16)          | Andre Jackson Jr. (7)      | Damian Lillard (4) | Little Caesars Arena 9 811      | 0 - 1 |
| 2     | 10 octobre | L.A. Lakers | D 102-107 | Bobby Portis (23)          | Tyler Smith (9)            | Trois joueurs (4)  | Fiserv Forum 15 526             | 0 - 2 |
| 3     | 14 octobre | Chicago     | V 111-107 | Giánnis Antetokoúnmpo (24) | Giánnis Antetokoúnmpo (10) | Damian Lillard (9) | Fiserv Forum 12 725             | 1 - 2 |
| 4     | 17 octobre | @ Dallas    | D 84-109  | Gary Trent Jr. (12)        | Tyler Smith (10)           | AJ Johnson (8)     | American Airlines Center 19 217 | 1 - 3 |

### Saison régulière
| Saison régulière Total: 48-34 (Domicile : 27-25; Extérieur : 21-20) |

| Match | Date match | Équipe         | Score     | Meilleur marqueur          | Meilleur rebondeur         | Meilleur passeur          | Lieux Spectateurs         | Série |
| ----- | ---------- | -------------- | --------- | -------------------------- | -------------------------- | ------------------------- | ------------------------- | ----- |
| 1     | 23 octobre | @ Philadelphie | V 124-109 | Damian Lillard (30)        | Giánnis Antetokoúnmpo (14) | Giánnis Antetokoúnmpo (7) | Wells Fargo Center 19 754 | 1 - 0 |
| 2     | 25 octobre | Chicago        | D 122-133 | Giánnis Antetokoúnmpo (38) | Bobby Portis (12)          | Damian Lillard (8)        | Fiserv Forum 17 790       | 1 - 1 |
| 3     | 27 octobre | @ Brooklyn     | D 102-115 | Giánnis Antetokoúnmpo (22) | Giánnis Antetokoúnmpo (12) | Giánnis Antetokoúnmpo (7) | Barclays Center 17 926    | 1 - 2 |
| 4     | 28 octobre | @ Boston       | D 108-119 | Damian Lillard (33)        | Giánnis Antetokoúnmpo (10) | Damian Lillard (7)        | TD Garden 19 156          | 1 - 3 |
| 5     | 31 octobre | @ Memphis      | D 99-122  | Giánnis Antetokoúnmpo (37) | Giánnis Antetokoúnmpo (11) | Damian Lillard (6)        | FedExForum 15 377         | 1 - 4 |

| Match                                  | Date match  | Équipe      | Score          | Meilleur marqueur          | Meilleur rebondeur         | Meilleur passeur           | Lieux Spectateurs                 | Série  |
| -------------------------------------- | ----------- | ----------- | -------------- | -------------------------- | -------------------------- | -------------------------- | --------------------------------- | ------ |
| 6                                      | 2 novembre  | Cleveland   | D 113-114      | Damian Lillard (41)        | Giánnis Antetokoúnmpo (16) | Damian Lillard (9)         | Fiserv Forum 17 341               | 1 - 5  |
| 7                                      | 4 novembre  | @ Cleveland | D 114-116      | Damian Lillard (36)        | Bobby Portis (18)          | Damian Lillard (7)         | Rocket Mortgage FieldHouse 19 432 | 1 - 6  |
| 8                                      | 7 novembre  | Utah        | V 123-100      | Damian Lillard (34)        | Giánnis Antetokoúnmpo (16) | Damian Lillard (7)         | Fiserv Forum 17 341               | 2 - 6  |
| 9                                      | 8 novembre  | @ New York  | D 94-116       | Giánnis Antetokoúnmpo (24) | Giánnis Antetokoúnmpo (12) | Damian Lillard (6)         | Madison Square Garden 19 812      | 2 - 7  |
| 10                                     | 10 novembre | Boston      | D 107-113      | Giánnis Antetokoúnmpo (43) | Giánnis Antetokoúnmpo (13) | Damian Lillard (6)         | Fiserv Forum 17 341               | 2 - 8  |
| 11                                     | 12 novembre | Toronto*    | V 99-85        | Giánnis Antetokoúnmpo (23) | Bobby Portis (8)           | Giánnis Antetokoúnmpo (7)  | Fiserv Forum 17 341               | 3 - 8  |
| 12                                     | 13 novembre | Détroit     | V 127-120 (OT) | Giánnis Antetokoúnmpo (59) | Giánnis Antetokoúnmpo (14) | Delon Wright (8)           | Fiserv Forum 17 341               | 4 - 8  |
| 13                                     | 16 novembre | @ Charlotte | D 114-115      | Taurean Prince (23)        | Giánnis Antetokoúnmpo (15) | Giánnis Antetokoúnmpo (12) | Spectrum Center 19 145            | 4 - 9  |
| 14                                     | 18 novembre | Houston     | V 101-100      | Brook Lopez (27)           | Giánnis Antetokoúnmpo (13) | Damian Lillard (10)        | Fiserv Forum 17 341               | 5 - 9  |
| 15                                     | 20 novembre | Chicago     | V 122-106      | Giánnis Antetokoúnmpo (41) | Giánnis Antetokoúnmpo (9)  | Damian Lillard (10)        | Fiserv Forum 17 341               | 6 - 9  |
| 16                                     | 22 novembre | Indiana*    | V 129-117      | Giánnis Antetokoúnmpo (37) | Giánnis Antetokoúnmpo (10) | Damian Lillard (13)        | Fiserv Forum 17 341               | 7 - 9  |
| 17                                     | 23 novembre | Charlotte   | V 125-119      | Giánnis Antetokoúnmpo (32) | Giánnis Antetokoúnmpo (11) | Giánnis Antetokoúnmpo (6)  | Fiserv Forum 17 341               | 8 - 9  |
| 18                                     | 26 novembre | @ Miami*    | V 106-103      | Damian Lillard (37)        | Andre Jackson Jr. (9)      | Damian Lillard (12)        | Kaseya Center 19 622              | 9 - 9  |
| 19                                     | 30 novembre | Washington  | V 124-114      | Giánnis Antetokoúnmpo (42) | Giánnis Antetokoúnmpo (12) | Giánnis Antetokoúnmpo (11) | Fiserv Forum 17 341               | 10 - 9 |
| *Matchs comptant pour la NBA Cup 2024. |             |             |                |                            |                            |                            |                                   |        |

| Match                             | Date match  | Équipe         | Score     | Meilleur marqueur          | Meilleur rebondeur         | Meilleur passeur           | Lieux Spectateurs                 | Série   |
| --------------------------------- | ----------- | -------------- | --------- | -------------------------- | -------------------------- | -------------------------- | --------------------------------- | ------- |
| 20                                | 3 décembre  | @ Détroit*     | V 128-107 | Giánnis Antetokoúnmpo (28) | Giánnis Antetokoúnmpo (7)  | Giánnis Antetokoúnmpo (8)  | Little Caesars Arena 17 988       | 11 - 9  |
| 21                                | 4 décembre  | Atlanta        | D 104-119 | Giánnis Antetokoúnmpo (31) | Giánnis Antetokoúnmpo (11) | Antetokoúnmpo, Lillard (5) | Fiserv Forum 17 341               | 11 - 10 |
| 22                                | 6 décembre  | @ Boston       | D 105-111 | Damian Lillard (31)        | Bobby Portis (18)          | Khris Middleton (5)        | TD Garden Not Yet Counted         | 11 - 11 |
| 23                                | 8 décembre  | @ Brooklyn     | V 118-113 | Giánnis Antetokoúnmpo (34) | Giánnis Antetokoúnmpo (11) | Damian Lillard (11)        | Barclays Center 17 926            | 12 - 11 |
| 24                                | 10 décembre | Orlando*       | V 114-109 | Giánnis Antetokoúnmpo (37) | Bobby Portis (10)          | Damian Lillard (9)         | Fiserv Forum 17 341               | 13 - 11 |
| 25                                | 14 décembre | Atlanta*       | V 110-102 | Giánnis Antetokoúnmpo (32) | Giánnis Antetokoúnmpo (14) | Giánnis Antetokoúnmpo (9)  | T-Mobile Arena 17 113             | 14 - 11 |
| -                                 | 17 décembre | Oklahoma City* | V 97-81   | Giánnis Antetokoúnmpo (26) | Giánnis Antetokoúnmpo (19) | Giánnis Antetokoúnmpo (10) | T-Mobile Arena 18 519             | -       |
| 26                                | 20 décembre | @ Cleveland    | D 101-124 | Giánnis Antetokoúnmpo (33) | Giánnis Antetokoúnmpo (14) | A. J. Green (4)            | Rocket Mortgage FieldHouse 19 432 | 14 - 12 |
| 27                                | 21 décembre | Washington     | V 112-101 | Bobby Portis (34)          | Bobby Portis (10)          | Middleton, Portis (8)      | Fiserv Forum 17 341               | 15 - 12 |
| 28                                | 23 décembre | @ Chicago      | V 112-91  | Lopez, Middleton (21)      | Bobby Portis (13)          | Bobby Portis (6)           | United Center 21 234              | 16 - 12 |
| 29                                | 26 décembre | Brooklyn       | D 105-111 | Khris Middleton (21)       | Bobby Portis (8)           | Middleton, Wright (5)      | Fiserv Forum 17 957               | 16 - 13 |
| 30                                | 28 décembre | @ Chicago      | D 111-116 | Damian Lillard (29)        | Bobby Portis (9)           | Damian Lillard (12)        | United Center 21 511              | 16 - 14 |
| 31                                | 31 décembre | @ Indiana      | V 120-112 | Giánnis Antetokoúnmpo (30) | Bobby Portis (15)          | Khris Middleton (7)        | Gainbridge Fieldhouse 17 274      | 17 - 14 |
| *Matchs comptant la NBA Cup 2024. |             |                |           |                            |                            |                            |                                   |         |

| Match                                                                              | Date match | Équipe                | Score     | Meilleur marqueur           | Meilleur rebondeur         | Meilleur passeur           | Lieux Spectateurs            | Série   |
| ---------------------------------------------------------------------------------- | ---------- | --------------------- | --------- | --------------------------- | -------------------------- | -------------------------- | ---------------------------- | ------- |
| 32                                                                                 | 2 janvier  | Brooklyn              | D 110-113 | Giánnis Antetokoúnmpo (27)  | Giánnis Antetokoúnmpo (13) | Antetokoúnmpo, Lillard (7) | Fiserv Forum 17 341          | 17 - 15 |
| 33                                                                                 | 4 janvier  | Portland              | D 102-105 | Giánnis Antetokoúnmpo (31)  | Giánnis Antetokoúnmpo (11) | Damian Lillard (6)         | Fiserv Forum 17 595          | 17 - 16 |
| 34                                                                                 | 6 janvier  | @ Toronto             | V 128-104 | Damian Lillard (25)         | Giánnis Antetokoúnmpo (12) | Giánnis Antetokoúnmpo (13) | Scotiabank Arena 17 829      | 18 - 16 |
| 35                                                                                 | 8 janvier  | San Antonio           | V 121-105 | Damian Lillard (26)         | Giánnis Antetokoúnmpo (16) | Antetokoúnmpo, Lillard (8) | Fiserv Forum 17 341          | 19 - 16 |
| 36                                                                                 | 10 janvier | @ Orlando             | V 109-106 | Giánnis Antetokoúnmpo (41)  | Giánnis Antetokoúnmpo (14) | Damian Lillard (7)         | Kia Center 18 846            | 20 - 16 |
| 37                                                                                 | 12 janvier | @ New York            | D 106-140 | Giánnis Antetokoúnmpo (24)  | Giánnis Antetokoúnmpo (13) | Lillard, Middleton (5)     | Madison Square Garden 19 812 | 20 - 17 |
| 38                                                                                 | 14 janvier | Sacramento            | V 130-115 | Giánnis Antetokoúnmpo (33)  | Giánnis Antetokoúnmpo (11) | Giánnis Antetokoúnmpo (13) | Fiserv Forum 17 341          | 21 - 17 |
| 39                                                                                 | 15 janvier | Orlando               | V 122-93  | Damian Lillard (30)         | Giánnis Antetokoúnmpo (11) | Khris Middleton (6)        | Fiserv Forum 17 341          | 22 - 17 |
| 40                                                                                 | 17 janvier | Toronto               | V 130-112 | Giánnis Antetokoúnmpo (35)  | Giánnis Antetokoúnmpo (13) | Damian Lillard (8)         | Fiserv Forum 17 341          | 23 - 17 |
| 41                                                                                 | 19 janvier | Philadelphie          | V 123-109 | Giánnis Antetokoúnmpo (34)  | Giánnis Antetokoúnmpo (15) | Khris Middleton (8)        | Fiserv Forum 17 345          | 24 - 17 |
| -                                                                                  | 22 janvier | @ La Nouvelle-Orléans | Reporté*  | Reporté*                    | Reporté*                   | Reporté*                   | Smoothie King Center         | -       |
| 42                                                                                 | 23 janvier | Miami                 | V 125-96  | Damian Lillard (29)         | Giánnis Antetokoúnmpo (12) | Damian Lillard (11)        | Fiserv Forum 17 341          | 25 - 17 |
| 43                                                                                 | 25 janvier | @ L.A. Clippers       | D 117-127 | Giánnis Antetokoúnmpo (36)  | Giánnis Antetokoúnmpo (13) | Damian Lillard (10)        | Intuit Dome 17 927           | 25 - 18 |
| 44                                                                                 | 27 janvier | @ Utah                | V 125-110 | Antetokoúnmpo, Lillard (35) | Giánnis Antetokoúnmpo (18) | Lillard, Prince (8)        | Delta Center 18 175          | 26 - 18 |
| 45                                                                                 | 28 janvier | @ Portland            | D 112-125 | Giánnis Antetokoúnmpo (39)  | Giánnis Antetokoúnmpo (12) | Damian Lillard (6)         | Little Caesars Arena 17 030  | 26 - 19 |
| 46                                                                                 | 31 janvier | @ San Antonio         | D 118-144 | Giánnis Antetokoúnmpo (35)  | Giánnis Antetokoúnmpo (14) | Damian Lillard (7)         | Frost Bank Center 17 804     | 26 - 20 |
| * Le match a été reporté à cause des conditions climatiques à La Nouvelle-Orléans. |            |                       |           |                             |                            |                            |                              |         |

| Match                  | Date match | Équipe          | Score     | Meilleur marqueur          | Meilleur rebondeur         | Meilleur passeur          | Lieux Spectateurs        | Série   |
| ---------------------- | ---------- | --------------- | --------- | -------------------------- | -------------------------- | ------------------------- | ------------------------ | ------- |
| 47                     | 2 février  | Memphis         | D 119-132 | Giánnis Antetokoúnmpo (30) | Giánnis Antetokoúnmpo (11) | Damian Lillard (9)        | Fiserv Forum 17 341      | 26 - 21 |
| 48                     | 3 février  | @ Oklahoma City | D 96-125  | Ryan Rollins (16)          | Beauchamp, Livingston (6)  | Beauchamp, Johnson (4)    | Paycom Center 17 677     | 26 - 22 |
| 49                     | 5 février  | @ Charlotte     | V 112-102 | Damian Lillard (29)        | Bobby Portis (17)          | Damian Lillard (12)       | Spectrum Center 14 385   | 27 - 22 |
| 50                     | 7 février  | @ Atlanta       | D 110-115 | Bobby Portis (26)          | Bobby Portis (15)          | Damian Lillard (10)       | State Farm Arena 16 378  | 27 - 23 |
| 51                     | 9 février  | Philadelphie    | V 135-127 | Damian Lillard (43)        | Bobby Portis (13)          | Damian Lillard (8)        | Fiserv Forum 17 341      | 28 - 23 |
| 52                     | 10 février | Golden State    | D 111-125 | Damian Lillard (38)        | Taurean Prince (8)         | Damian Lillard (7)        | Fiserv Forum 17 341      | 28 - 24 |
| 53                     | 12 février | @ Minnesota     | V 103-101 | Gary Trent Jr. (21)        | Kyle Kuzma (13)            | Kevin Porter Jr. (5)      | Target Center 18 978     | 29 - 24 |
| NBA All-Star Game 2025 |            |                 |           |                            |                            |                           |                          |         |
| 54                     | 20 février | L.A. Clippers   | V 116-110 | Giánnis Antetokoúnmpo (23) | Giánnis Antetokoúnmpo (8)  | Damian Lillard (7)        | Fiserv Forum 17 341      | 30 - 24 |
| 55                     | 21 février | @ Washington    | V 104-101 | Kyle Kuzma (19)            | Brook Lopez (9)            | Kyle Kuzma (5)            | Capital One Arena 18 865 | 31 - 24 |
| 56                     | 23 février | Miami           | V 120-113 | Damian Lillard (28)        | Giánnis Antetokoúnmpo (16) | Damian Lillard (8)        | Fiserv Forum 17 442      | 32 - 24 |
| 57                     | 25 février | @ Houston       | D 97-100  | Giánnis Antetokoúnmpo (27) | Giánnis Antetokoúnmpo (10) | Giánnis Antetokoúnmpo (6) | Toyota Center 18 055     | 32 - 25 |
| 58                     | 27 février | Denver          | V 121-112 | Giánnis Antetokoúnmpo (28) | Giánnis Antetokoúnmpo (19) | Giánnis Antetokoúnmpo (7) | Fiserv Forum 17 566      | 33 - 25 |

| Match | Date match | Équipe         | Score     | Meilleur marqueur          | Meilleur rebondeur          | Meilleur passeur           | Lieux Spectateurs               | Série   |
| ----- | ---------- | -------------- | --------- | -------------------------- | --------------------------- | -------------------------- | ------------------------------- | ------- |
| 59    | 1er mars   | @ Dallas       | V 132-117 | Giánnis Antetokoúnmpo (29) | Giánnis Antetokoúnmpo (9)   | Giánnis Antetokoúnmpo (9)  | American Airlines Center 20 272 | 34 - 25 |
| 60    | 4 mars     | @ Atlanta      | V 127-121 | Giánnis Antetokoúnmpo (26) | Brook Lopez (13)            | Giánnis Antetokoúnmpo (10) | State Farm Arena 16 008         | 35 - 25 |
| 61    | 5 mars     | Dallas         | V 137-107 | Giánnis Antetokoúnmpo (32) | Giánnis Antetokoúnmpo (15)  | Kevin Porter Jr. (14)      | Fiserv Forum 17 341             | 36 - 25 |
| 62    | 8 mars     | Orlando        | D 109-111 | Giánnis Antetokoúnmpo (37) | Giánnis Antetokoúnmpo (11)  | Trois joueurs (4)          | Fiserv Forum 17 815             | 36 - 26 |
| 63    | 9 mars     | Cleveland      | D 100-112 | Giánnis Antetokoúnmpo (30) | Jericho Sims (10)           | Damian Lillard (4)         | Fiserv Forum 17 355             | 36 - 27 |
| 64    | 11 mars    | @ Indiana      | D 114-115 | Brook Lopez (23)           | Giánnis Antetokoúnmpo (17)  | Damian Lillard (11)        | Gainbridge Fieldhouse 15 008    | 36 - 28 |
| 65    | 13 mars    | L.A. Lakers    | V 126-106 | Giánnis Antetokoúnmpo (24) | Giánnis Antetokoúnmpo (12)  | Damian Lillard (10)        | Fiserv Forum 18 017             | 37 - 28 |
| 66    | 15 mars    | Indiana        | V 126-119 | Giánnis Antetokoúnmpo (34) | Antetokoúnmpo, Lillard (10) | Damian Lillard (8)         | Fiserv Forum 17 729             | 38 - 28 |
| 67    | 16 mars    | Oklahoma City  | D 105-121 | Giánnis Antetokoúnmpo (21) | Giánnis Antetokoúnmpo (12)  | Giánnis Antetokoúnmpo (10) | Fiserv Forum 17 341             | 38 - 29 |
| 68    | 18 mars    | @ Golden State | D 93-104  | Kyle Kuzma (22)            | Giánnis Antetokoúnmpo (9)   | Giánnis Antetokoúnmpo (7)  | Chase Center 18 064             | 38 - 30 |
| 69    | 20 mars    | @ L.A. Lakers  | V 118-89  | Giánnis Antetokoúnmpo (28) | Antetokoúnmpo, Lopez (7)    | Kyle Kuzma (5)             | Crypto.com Arena 17 709         | 39 - 30 |
| 70    | 22 mars    | @ Sacramento   | V 114-108 | Giánnis Antetokoúnmpo (32) | Giánnis Antetokoúnmpo (17)  | Kevin Porter Jr. (6)       | Golden 1 Center 16 911          | 40 - 30 |
| 71    | 24 mars    | @ Phoenix      | D 106-108 | Giánnis Antetokoúnmpo (31) | Antetokoúnmpo, Lopez (10)   | Giánnis Antetokoúnmpo (5)  | Footprint Center 17 071         | 40 - 31 |
| 72    | 26 mars    | @ Denver       | D 117-127 | Brook Lopez (26)           | Pat Connaughton (8)         | Kevin Porter Jr. (8)       | Ball Arena 19 641               | 40 - 32 |
| 73    | 28 mars    | New York       | D 107-116 | Giánnis Antetokoúnmpo (30) | Giánnis Antetokoúnmpo (9)   | Giánnis Antetokoúnmpo (7)  | Fiserv Forum 17 605             | 40 - 33 |
| 74    | 30 mars    | Atlanta        | D 124-145 | Giánnis Antetokoúnmpo (31) | Giánnis Antetokoúnmpo (9)   | Trois joueurs (5)          | Fiserv Forum 17 341             | 40 - 34 |

| Match | Date match | Équipe                | Score          | Meilleur marqueur          | Meilleur rebondeur         | Meilleur passeur           | Lieux Spectateurs           | Série   |
| ----- | ---------- | --------------------- | -------------- | -------------------------- | -------------------------- | -------------------------- | --------------------------- | ------- |
| 75    | 1er avril  | Phoenix               | V 133-123      | Giánnis Antetokoúnmpo (37) | Brook Lopez (6)            | Giánnis Antetokoúnmpo (11) | Fiserv Forum 17 341         | 41 - 34 |
| 76    | 3 avril    | @ Philadelphie        | V 126-113      | Giánnis Antetokoúnmpo (35) | Giánnis Antetokoúnmpo (17) | Giánnis Antetokoúnmpo (20) | Wells Fargo Center 19 763   | 42 - 34 |
| 77    | 5 avril    | @ Miami               | V 121-115 (OT) | Giánnis Antetokoúnmpo (36) | Giánnis Antetokoúnmpo (15) | Giánnis Antetokoúnmpo (10) | Kaseya Center 19 734        | 43 - 34 |
| 78    | 6 avril    | @ La Nouvelle-Orléans | V 111-107      | Gary Trent Jr. (29)        | Brook Lopez (12)           | Ryan Rollins (10)          | Smoothie King Center 17 561 | 44 - 34 |
| 79    | 8 avril    | Minnesota             | V 110-103      | Giánnis Antetokoúnmpo (23) | Giánnis Antetokoúnmpo (13) | Giánnis Antetokoúnmpo (10) | Fiserv Forum 17 341         | 45 - 34 |
| 80    | 10 avril   | La Nouvelle-Orléans   | V 136-111      | Giánnis Antetokoúnmpo (28) | Giánnis Antetokoúnmpo (11) | Kevin Porter Jr. (3)       | Fiserv Forum 17 341         | 46 - 34 |
| 81    | 11 avril   | @ Détroit             | V 125-119      | Giánnis Antetokoúnmpo (32) | Giánnis Antetokoúnmpo (11) | Giánnis Antetokoúnmpo (15) | Little Caesars Arena 20 062 | 47 - 34 |
| 82    | 13 avril   | Détroit               | V 140-133 (OT) | Pat Connaughton (43)       | Pat Connaughton (11)       | Jamaree Bouyea (7)         | Fiserv Forum 17 796         | 48 - 34 |

### Playoffs
| Playoffs Total: 1-4 (Domicile : 1-1; Extérieur : 0-3) |

| Match | Date match | Équipe    | Score          | Meilleur marqueur             | Meilleur rebondeur         | Meilleur passeur              | Lieux Spectateurs            | Série |
| ----- | ---------- | --------- | -------------- | ----------------------------- | -------------------------- | ----------------------------- | ---------------------------- | ----- |
| 1     | 19 avril   | @ Indiana | D 98-117       | Giánnis Antetokoúnmpo (36)    | Giánnis Antetokoúnmpo (12) | Kevin Porter Jr. (5)          | Gainbridge Fieldhouse 17 274 | 0 - 1 |
| 2     | 22 avril   | @ Indiana | D 115-123      | Giánnis Antetokoúnmpo (34)    | Giánnis Antetokoúnmpo (18) | Antetokoúnmpo, Lillard, (7)   | Gainbridge Fieldhouse 17 274 | 0 - 2 |
| 3     | 25 avril   | Indiana   | V 117-101      | Antetokoúnmpo, Trent Jr. (37) | Giánnis Antetokoúnmpo (12) | Antetokoúnmpo, Porter Jr. (6) | Fiserv Forum 17 942          | 1 - 2 |
| 4     | 27 avril   | Indiana   | D 103-129      | Giánnis Antetokoúnmpo (28)    | Giánnis Antetokoúnmpo (15) | Antetokoúnmpo, Porter Jr. (6) | Fiserv Forum 17 855          | 1 - 3 |
| 5     | 29 avril   | @ Indiana | D 118-119 (OT) | Gary Trent Jr. (33)           | Giánnis Antetokoúnmpo (20) | Giánnis Antetokoúnmpo (13)    | Gainbridge Fieldhouse 17 274 | 1 - 4 |

### Confrontations en saison régulière
| Conférence Est      | Conférence Est                              | Conférence Est                              | Conférence Est                              | Conférence Est                              | Conférence Est                              | Conférence Ouest                            | Conférence Ouest                            | Conférence Ouest                            |
| Division Atlantique | Division Atlantique                         | Division Atlantique                         | Division Atlantique                         | Division Atlantique                         | Division Atlantique                         | Division Nord-Ouest                         | Division Nord-Ouest                         | Division Nord-Ouest                         |
| Équipe              | Domicile                                    | Domicile                                    | Domicile                                    | Extérieur                                   | Extérieur                                   | Équipe                                      | Domicile                                    | Extérieur                                   |
| ------------------- | ------------------------------------------- | ------------------------------------------- | ------------------------------------------- | ------------------------------------------- | ------------------------------------------- | ------------------------------------------- | ------------------------------------------- | ------------------------------------------- |
| Boston              | 107-113                                     |                                             |                                             | 108-119                                     | 105-111                                     | Denver                                      | 121-112                                     | 117-127                                     |
| Brooklyn            | 105-111                                     | 110-113                                     |                                             | 102-115                                     | 118-113                                     | Minnesota                                   | 110-103                                     | 103-101                                     |
| New York            | 107-116                                     |                                             |                                             | 94-116                                      | 106-140                                     | Oklahoma City                               | 105-121                                     | 96-125                                      |
| Philadelphie        | 123-109                                     | 135-127                                     |                                             | 124-109                                     | 126-113                                     | Portland                                    | 102-105                                     | 112-125                                     |
| Toronto             | 99-85                                       | 130-112                                     |                                             | 128-104                                     |                                             | Utah                                        | 123-100                                     | 125-110                                     |
| Division            | 8–9 (Domicile : 4–4; Extérieur : 4–5)       | 8–9 (Domicile : 4–4; Extérieur : 4–5)       | 8–9 (Domicile : 4–4; Extérieur : 4–5)       | 8–9 (Domicile : 4–4; Extérieur : 4–5)       | 8–9 (Domicile : 4–4; Extérieur : 4–5)       | Division                                    | 5–5 (Domicile : 3–2; Extérieur : 2–3)       | 5–5 (Domicile : 3–2; Extérieur : 2–3)       |
| Division Centrale   | Division Centrale                           | Division Centrale                           | Division Centrale                           | Division Centrale                           | Division Centrale                           | Division Pacifique                          | Division Pacifique                          | Division Pacifique                          |
| Équipe              | Domicile                                    | Domicile                                    | Domicile                                    | Extérieur                                   | Extérieur                                   | Équipe                                      | Domicile                                    | Extérieur                                   |
| Chicago             | 122-133                                     | 122-106                                     |                                             | 112-91                                      | 111-116                                     | Golden State                                | 111-125                                     | 93-104                                      |
| Cleveland           | 113-114                                     | 100-112                                     |                                             | 114-116                                     | 101-124                                     | L.A. Clippers                               | 116-110                                     | 117-127                                     |
| Détroit             | 127-120 (OT)                                | 140-133 (OT)                                |                                             | 128-107                                     | 125-119                                     | L.A. Lakers                                 | 126-106                                     | 118-89                                      |
| Indiana             | 129-117                                     | 126-119                                     |                                             | 120-112                                     | 114-115                                     | Phoenix                                     | 133-123                                     | 106-108                                     |
|                     |                                             |                                             |                                             |                                             |                                             | Sacramento                                  | 130-113                                     | 114-108                                     |
| Division            | 9–7 (Domicile : 5–3; Extérieur : 4–4)       | 9–7 (Domicile : 5–3; Extérieur : 4–4)       | 9–7 (Domicile : 5–3; Extérieur : 4–4)       | 9–7 (Domicile : 5–3; Extérieur : 4–4)       | 9–7 (Domicile : 5–3; Extérieur : 4–4)       | Division                                    | 6-4 (Domicile : 4–1; Extérieur : 2–3)       | 6-4 (Domicile : 4–1; Extérieur : 2–3)       |
| Division Sud-Est    | Division Sud-Est                            | Division Sud-Est                            | Division Sud-Est                            | Division Sud-Est                            | Division Sud-Est                            | Division Sud-Ouest                          | Division Sud-Ouest                          | Division Sud-Ouest                          |
| Équipe              | Domicile                                    | Domicile                                    | Domicile                                    | Extérieur                                   | Extérieur                                   | Équipe                                      | Domicile                                    | Extérieur                                   |
| Atlanta             | 104-119                                     | 110-102                                     | 124-145                                     | 110-115                                     | 127-121                                     | Dallas                                      | 137-107                                     | 132-117                                     |
| Charlotte           | 125-119                                     |                                             |                                             | 114-115                                     | 112-102                                     | Houston                                     | 101-100                                     | 97-100                                      |
| Miami               | 125-96                                      | 120-113                                     |                                             | 106-103                                     | 121-115 (OT)                                | Memphis                                     | 119-132                                     | 99-122                                      |
| Orlando             | 114-109                                     | 122-93                                      | 109-111                                     | 109-106                                     |                                             | New Orleans                                 | 136-111                                     | 111-107                                     |
| Washington          | 124-114                                     | 112-101                                     |                                             | 104-101                                     |                                             | San Antonio                                 | 121-105                                     | 118-144                                     |
| Division            | 14–5 (Domicile : 8–3; Extérieur : 6–2)      | 14–5 (Domicile : 8–3; Extérieur : 6–2)      | 14–5 (Domicile : 8–3; Extérieur : 6–2)      | 14–5 (Domicile : 8–3; Extérieur : 6–2)      | 14–5 (Domicile : 8–3; Extérieur : 6–2)      | Division                                    | 6–4 (Domicile : 4–1; Extérieur : 2–3)       | 6–4 (Domicile : 4–1; Extérieur : 2–3)       |
| Conférence          | 31–21 (Domicile : 17–10; Extérieur : 14–11) | 31–21 (Domicile : 17–10; Extérieur : 14–11) | 31–21 (Domicile : 17–10; Extérieur : 14–11) | 31–21 (Domicile : 17–10; Extérieur : 14–11) | 31–21 (Domicile : 17–10; Extérieur : 14–11) | Conférence                                  | 17–13 (Domicile : 11–4; Extérieur : 6–9)    | 17–13 (Domicile : 11–4; Extérieur : 6–9)    |
| Total               | 48–34 (Domicile : 28–14; Extérieur : 20–20) | 48–34 (Domicile : 28–14; Extérieur : 20–20) | 48–34 (Domicile : 28–14; Extérieur : 20–20) | 48–34 (Domicile : 28–14; Extérieur : 20–20) | 48–34 (Domicile : 28–14; Extérieur : 20–20) | 48–34 (Domicile : 28–14; Extérieur : 20–20) | 48–34 (Domicile : 28–14; Extérieur : 20–20) | 48–34 (Domicile : 28–14; Extérieur : 20–20) |

## Classements

### Saison régulière
| Conférence Est | Conférence Est             | Conférence Est | Conférence Est | Conférence Est | Conférence Est | Conférence Est | Conférence Est |
| No             | Franchise                  | Vic.           | Déf.           | MJ             | V/D            | GB             |                |
| -------------- | -------------------------- | -------------- | -------------- | -------------- | -------------- | -------------- | -------------- |
| 1              | Cavaliers de Cleveland - c | 64             | 18             | 82             | .780           | –              |                |
| 2              | Celtics de Boston - y      | 61             | 21             | 82             | .744           | 3              |                |
| 3              | Knicks de New York - x     | 51             | 31             | 82             | .622           | 13             |                |
| 4              | Pacers de l'Indiana - x    | 50             | 32             | 82             | .610           | 14             |                |
| 5              | Bucks de Milwaukee - x     | 48             | 34             | 82             | .585           | 16             |                |
| 6              | Pistons de Détroit - x     | 44             | 38             | 82             | .537           | 20             |                |
|                |                            |                |                |                |                |                |                |
| 7              | Magic d'Orlando - y        | 41             | 41             | 82             | .500           | 23             |                |
| 8              | Hawks d'Atlanta - pi       | 40             | 42             | 82             | .488           | 24             |                |
| 9              | Bulls de Chicago - pi      | 39             | 43             | 82             | .476           | 25             |                |
| 10             | Heat de Miami - x          | 37             | 45             | 82             | .451           | 27             |                |
|                |                            |                |                |                |                |                |                |
| 11             | Raptors de Toronto - o     | 30             | 52             | 82             | .366           | 34             |                |
| 12             | Nets de Brooklyn - o       | 26             | 56             | 82             | .317           | 38             |                |
| 13             | 76ers de Philadelphie - o  | 24             | 58             | 82             | .293           | 40             |                |
| 14             | Hornets de Charlotte - o   | 19             | 63             | 82             | .232           | 45             |                |
| 15             | Wizards de Washington - o  | 18             | 64             | 82             | .220           | 46             |                |

| Division Centrale          | V  | D  | MJ | V/D  | GB | Dom   | Ext   | Neu | Div  |
| -------------------------- | -- | -- | -- | ---- | -- | ----- | ----- | --- | ---- |
| Cavaliers de Cleveland - c | 64 | 18 | 82 | .780 | –  | 34-7  | 30-11 | 0-0 | 12-4 |
| Pacers de l'Indiana - x    | 50 | 32 | 82 | .610 | 14 | 29-11 | 20-20 | 1-1 | 10-6 |
| Bucks de Milwaukee - x     | 48 | 34 | 82 | .585 | 16 | 27-14 | 20-20 | 1-0 | 9-7  |
| Pistons de Détroit - x     | 44 | 38 | 82 | .537 | 20 | 22-19 | 22-19 | 0-0 | 5-11 |
| Bulls de Chicago - pi      | 39 | 43 | 82 | .476 | 25 | 18-23 | 21-20 | 0-0 | 4-12 |

### NBA In-Season Tournament
| Rang | Équipe              | %     | J | G | P | Pp  | Pc  | Diff |
| ---- | ------------------- | ----- | - | - | - | --- | --- | ---- |
| 1    | Bucks de Milwaukee  | 1.000 | 4 | 4 | 0 | 462 | 412 | 50   |
| 2    | Pistons de Détroit  | .750  | 4 | 3 | 1 | 447 | 440 | 7    |
| 3    | Heat de Miami       | .500  | 4 | 2 | 2 | 459 | 439 | 20   |
| 4    | Raptors de Toronto  | .250  | 4 | 1 | 3 | 413 | 430 | -17  |
| 5    | Pacers de l'Indiana | .000  | 4 | 0 | 4 | 445 | 505 | -60  |

|  | Quarts de finale                     | Quarts de finale                 | Quarts de finale                 | Quarts de finale                 |                         |                         | Demi-finales                     | Demi-finales                     | Demi-finales                     | Demi-finales                     |  |  | Finale                           | Finale                           | Finale                           | Finale                           |
|  |                                      |                                  |                                  |                                  |                         |                         |                                  |                                  |                                  |                                  |  |  |                                  |                                  |                                  |                                  |
|  | 10 décembre 2024 – Milwaukee, WI     | 10 décembre 2024 – Milwaukee, WI | 10 décembre 2024 – Milwaukee, WI | 10 décembre 2024 – Milwaukee, WI |                         |                         | 14 décembre 2024 – Las Vegas, NV | 14 décembre 2024 – Las Vegas, NV | 14 décembre 2024 – Las Vegas, NV | 14 décembre 2024 – Las Vegas, NV |  |  | 17 décembre 2024 – Las Vegas, NV | 17 décembre 2024 – Las Vegas, NV | 17 décembre 2024 – Las Vegas, NV | 17 décembre 2024 – Las Vegas, NV |
|  | 10 décembre 2024 – Milwaukee, WI     | 10 décembre 2024 – Milwaukee, WI | 10 décembre 2024 – Milwaukee, WI | 10 décembre 2024 – Milwaukee, WI |                         |                         | 14 décembre 2024 – Las Vegas, NV | 14 décembre 2024 – Las Vegas, NV | 14 décembre 2024 – Las Vegas, NV | 14 décembre 2024 – Las Vegas, NV |  |  | 17 décembre 2024 – Las Vegas, NV | 17 décembre 2024 – Las Vegas, NV | 17 décembre 2024 – Las Vegas, NV | 17 décembre 2024 – Las Vegas, NV |
|  | Bucks de Milwaukee                   | Bucks de Milwaukee               | 114                              | 114                              |                         |                         | 14 décembre 2024 – Las Vegas, NV | 14 décembre 2024 – Las Vegas, NV | 14 décembre 2024 – Las Vegas, NV | 14 décembre 2024 – Las Vegas, NV |  |  | 17 décembre 2024 – Las Vegas, NV | 17 décembre 2024 – Las Vegas, NV | 17 décembre 2024 – Las Vegas, NV | 17 décembre 2024 – Las Vegas, NV |
|  | Bucks de Milwaukee                   | Bucks de Milwaukee               | 114                              | 114                              |                         |                         | 14 décembre 2024 – Las Vegas, NV | 14 décembre 2024 – Las Vegas, NV | 14 décembre 2024 – Las Vegas, NV | 14 décembre 2024 – Las Vegas, NV |  |  | 17 décembre 2024 – Las Vegas, NV | 17 décembre 2024 – Las Vegas, NV | 17 décembre 2024 – Las Vegas, NV | 17 décembre 2024 – Las Vegas, NV |
|  | Magic d'Orlando                      | Magic d'Orlando                  | 109                              | 109                              |                         |                         | 14 décembre 2024 – Las Vegas, NV | 14 décembre 2024 – Las Vegas, NV | 14 décembre 2024 – Las Vegas, NV | 14 décembre 2024 – Las Vegas, NV |  |  | 17 décembre 2024 – Las Vegas, NV | 17 décembre 2024 – Las Vegas, NV | 17 décembre 2024 – Las Vegas, NV | 17 décembre 2024 – Las Vegas, NV |
|  | Magic d'Orlando                      | Magic d'Orlando                  | 109                              | 109                              | Bucks de Milwaukee      | Bucks de Milwaukee      | 110                              | 110                              |                                  |                                  |  |  | 17 décembre 2024 – Las Vegas, NV | 17 décembre 2024 – Las Vegas, NV | 17 décembre 2024 – Las Vegas, NV | 17 décembre 2024 – Las Vegas, NV |
|  | 11 décembre 2024 – New York, NY      |                                  |                                  |                                  | Bucks de Milwaukee      | Bucks de Milwaukee      | 110                              | 110                              |                                  |                                  |  |  | 17 décembre 2024 – Las Vegas, NV | 17 décembre 2024 – Las Vegas, NV | 17 décembre 2024 – Las Vegas, NV | 17 décembre 2024 – Las Vegas, NV |
|  |                                      |                                  | Hawks d'Atlanta                  | Hawks d'Atlanta                  | 102                     | 102                     |                                  |                                  |                                  |                                  |  |  | 17 décembre 2024 – Las Vegas, NV | 17 décembre 2024 – Las Vegas, NV | 17 décembre 2024 – Las Vegas, NV | 17 décembre 2024 – Las Vegas, NV |
|  | Knicks de New York                   | Knicks de New York               | Hawks d'Atlanta                  | Hawks d'Atlanta                  | 102                     | 102                     | 100                              | 100                              |                                  |                                  |  |  | 17 décembre 2024 – Las Vegas, NV | 17 décembre 2024 – Las Vegas, NV | 17 décembre 2024 – Las Vegas, NV | 17 décembre 2024 – Las Vegas, NV |
|  | Knicks de New York                   | Knicks de New York               | 14 décembre 2024 – Las Vegas, NV |                                  |                         |                         | 100                              | 100                              |                                  |                                  |  |  | 17 décembre 2024 – Las Vegas, NV | 17 décembre 2024 – Las Vegas, NV | 17 décembre 2024 – Las Vegas, NV | 17 décembre 2024 – Las Vegas, NV |
|  | Hawks d'Atlanta                      | Hawks d'Atlanta                  | 108                              | 108                              |                         |                         |                                  |                                  |                                  |                                  |  |  | 17 décembre 2024 – Las Vegas, NV | 17 décembre 2024 – Las Vegas, NV | 17 décembre 2024 – Las Vegas, NV | 17 décembre 2024 – Las Vegas, NV |
|  | Hawks d'Atlanta                      | Hawks d'Atlanta                  | 108                              | 108                              | Bucks de Milwaukee      | Bucks de Milwaukee      | 97                               | 97                               |                                  |                                  |  |  |                                  |                                  |                                  |                                  |
|  | 10 décembre 2024 – Oklahoma City, OK |                                  |                                  |                                  | Bucks de Milwaukee      | Bucks de Milwaukee      | 97                               | 97                               |                                  |                                  |  |  |                                  |                                  |                                  |                                  |
|  |                                      |                                  | Thunder d'Oklahoma City          | Thunder d'Oklahoma City          | 81                      | 81                      |                                  |                                  |                                  |                                  |  |  |                                  |                                  |                                  |                                  |
|  | Thunder d'Oklahoma City              | Thunder d'Oklahoma City          | Thunder d'Oklahoma City          | Thunder d'Oklahoma City          | 81                      | 81                      | 118                              | 118                              |                                  |                                  |  |  |                                  |                                  |                                  |                                  |
|  | Thunder d'Oklahoma City              | Thunder d'Oklahoma City          |                                  |                                  |                         |                         |                                  |                                  |                                  |                                  |  |  |                                  |                                  |                                  |                                  |
|  | Mavericks de Dallas                  | Mavericks de Dallas              | 104                              | 104                              |                         |                         |                                  |                                  |                                  |                                  |  |  |                                  |                                  |                                  |                                  |
|  | Mavericks de Dallas                  | Mavericks de Dallas              | 104                              | 104                              | Thunder d'Oklahoma City | Thunder d'Oklahoma City | 111                              | 111                              |                                  |                                  |  |  |                                  |                                  |                                  |                                  |
|  | 11 décembre 2024 – Houston, TX       |                                  |                                  |                                  | Thunder d'Oklahoma City | Thunder d'Oklahoma City | 111                              | 111                              |                                  |                                  |  |  |                                  |                                  |                                  |                                  |
|  |                                      |                                  | Rockets de Houston               | Rockets de Houston               | 96                      | 96                      |                                  |                                  |                                  |                                  |  |  |                                  |                                  |                                  |                                  |
|  | Rockets de Houston                   | Rockets de Houston               | Rockets de Houston               | Rockets de Houston               | 96                      | 96                      | 91                               | 91                               |                                  |                                  |  |  |                                  |                                  |                                  |                                  |
|  | Rockets de Houston                   | Rockets de Houston               |                                  |                                  |                         |                         |                                  | 91                               |                                  |                                  |  |  |                                  |                                  |                                  |                                  |
|  | Warriors de Golden State             | Warriors de Golden State         | 90                               | 90                               |                         |                         |                                  |                                  |                                  |                                  |  |  |                                  |                                  |                                  |                                  |
|  | Warriors de Golden State             | Warriors de Golden State         | 90                               | 90                               |                         |                         |                                  |                                  |                                  |                                  |  |  |                                  |                                  |                                  |                                  |
|  |                                      |                                  |                                  |                                  |                         |                         |                                  |                                  |                                  |                                  |  |  |                                  |                                  |                                  |                                  |